# Jan Baegert

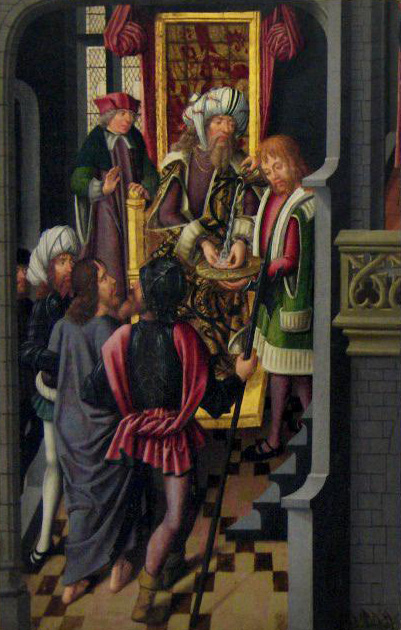
Jan Baegert: Christus vor Pilatus, Stadtmuseum Rimini

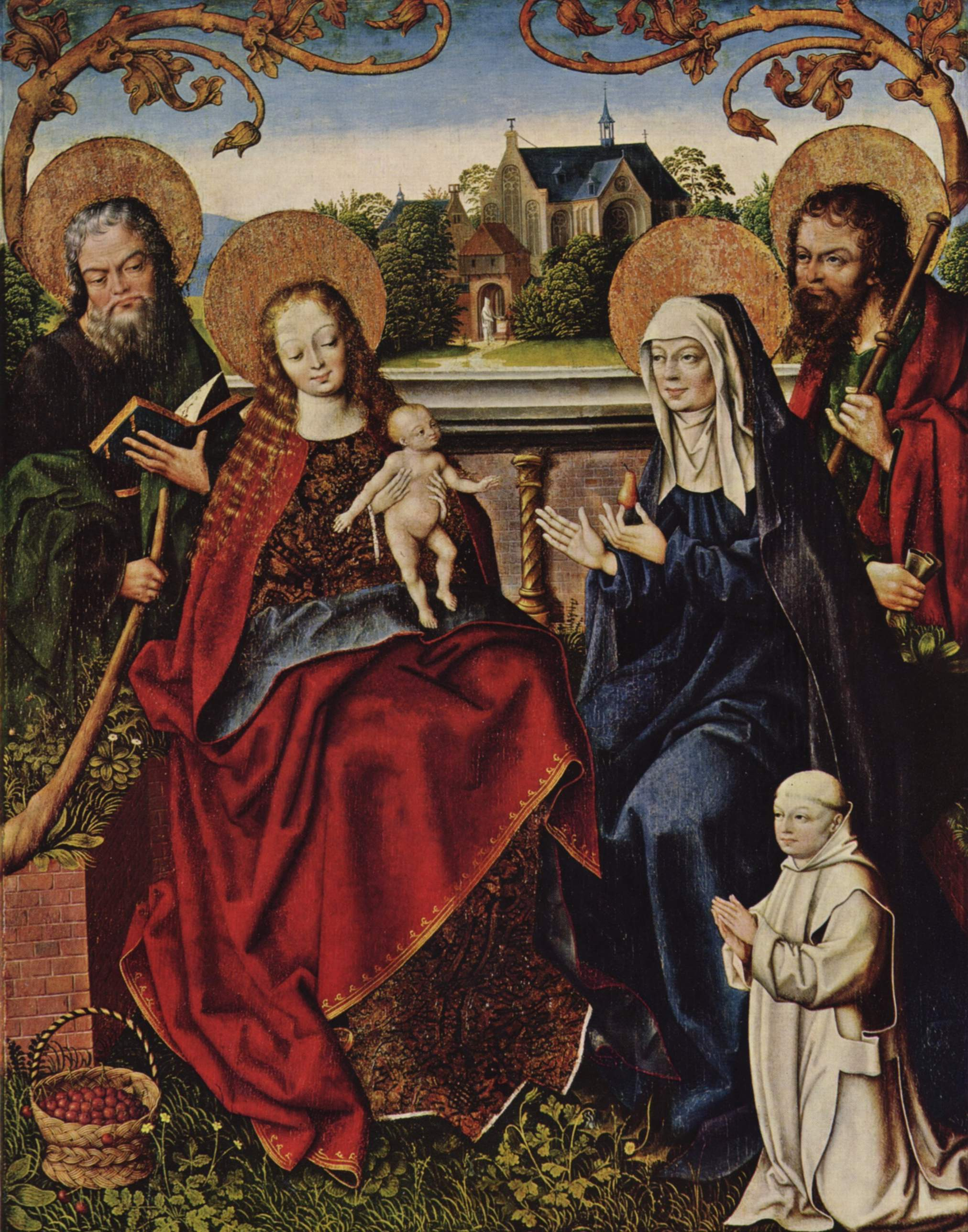
Jan Baegert: Hl. Familie mit Kartäusermönch, Westfälisches Landesmuseum, Münster

Jan Baegert (* um 1465 in Wesel; † nach 1527, evtl. 1535 in Wesel) war ein Maler am Übergang vom Mittelalter zur Neuzeit in der westfälischen und niederrheinischen Region. Zahlreiche Auftragswerke aus diesen beiden Regionen deuten auf seinen Bekanntheitsgrad zu dieser Zeit hin.

## Ausbildung und Stil
Jan Baegert hatte seine Ausbildung in der Werkstatt seines Vaters Derick Baegert erhalten. Eventuell war er von 1482 bis 1484 auf Wanderschaft in den Niederlanden. 1492 ist er als Meister in Kalkar tätig. Ab 1502 führte er nach dem Tod des Vaters dessen Werkstatt in Wesel weiter.
Auch wenn sich in Jan Baegerts Spätwerk der Einfluss neuer Malweise und Motive aus der Renaissance finden lassen, bleibt sein Werk dennoch allgemein dem Stil der Spätgotik verbunden.

## Werke (Auswahl)
Bekannt sind z. B. die  Altartafeln des Jan Baegerts in Münster, Teile davon sind eines der ältesten städtischen Kunstbesitze der Stadt. Als beidseitig bemalten Eichenholztafeln waren sie Teil eines Flügelaltars und wurden wahrscheinlich im 18. Jahrhundert getrennt. 14 Tafeln sind heute im Stadtmuseum, zwei weitere befinden sich in Privatbesitz.
In Wesel findet sich von Jan Baegert z. B. ein Altarbild der Auferstehung von 1517/22.
- Heilige Katharina mit Stifter (72 × 49,5 cm; Hamburg, Kunsthalle, Inv. Nr. HK-700)
- Johannes der Täufer (71,6 × 50,5 cm; Hamburg, Kunsthalle, Inv. Nr. HK-701)

## Meister von Cappenberg?
Es wird behauptet, dass Jan Baegert identisch sei mit dem sogenannten Meister von Cappenberg, dem Maler eines kleinformatigen Flügelaltars in der ehemaligen Stiftskirche Cappenberg im südlichen Münsterland.
U.a. wird ihm ein „Bild eines Stifters im Jagdkostüm“; Öltempera auf Eichenholz, zugeschrieben.